# المشيرفة (بانياس)
المشيرفة قرية تتبع ناحية العنازة في منطقة بانياس التابعة لمحافظة طرطوس.